# Bez obrazovek
Bez obrazovek (v anglickém originále Screenless) je 15. díl 31. řady (celkem 677.) amerického animovaného seriálu Simpsonovi. Scénář napsal J. Stewart Burns a díl režíroval Michael Polcino. V USA měl premiéru dne 8. března 2020 na stanici Fox Broadcasting Company a v Česku byl poprvé vysílán 13. října 2020 na stanici Prima Cool.

## Děj
Simpsonovi v televizi sledují pořad Jak prodat vraha. Když se Maggie snaží získat jejich pozornost, Líza přepne na pořad Mluvná nemluvňata, který učí děti znakovou řeč. Maggie se rodině snažila sdělit, že Hans Krtkovic uvízl pod spadlým stromem na jejich dvoře, protože si jej rodina nevšimla. Ráno se učí znakovou řeč, zatímco Hans je odvezen do nemocnice sanitkou.
Pořad je zrušen kvůli financování, a tak se rodina pokusí naučit Maggie znakovou řeč sama. Když se Maggie znakovou řeč naučí, Marge jde o pokroku informovat zbytek rodiny. Ostatní členové rodiny však používají svá chytrá zařízení a nezajímá je Maggiin pokrok. Proto se Marge rozhodne, že začne hlídat dobu, kterou na obrazovkách stráví, a stanoví maximum na půlhodinu týdně.
O týden později Marge zjistí, že Homer, Bart a Líza si nechali přetočit svá počítadla času. Rozhodne se tedy, že všechna zařízení schová. Homer, který se nudí v práci, se stává „odborníkem“ na kvízy. Marge pozoruje, jak chytrá zařízení ovlivňují život Patty a Selmy. Bart používá svou fantazii s maketou rakety a zapojí se i Jimbo a Dolph. Líza znovu objevuje radost z hledání knih v knihovně bez počítače.
Marge nemůže najít recept na omáčku puttanesca ve svých knihách a Luigi jí odmítne pomoct. Když se rodina vrátí domů, najdou ji v jejím šatníku s telefonem a notebookem a zjistí, že je závislá. Přizná, že má problém, a na měsíc rodinu přihlásí do protiobrazovkové léčebny Textovky.
Následujícího dne dorazí do Textovek a zjistí, že je to ráj. Majitel Dr. Lund jim ukazuje různé aktivity, které mohou během pobytu dělat. Začnou se léčit, ale není pro ně snadné bez obrazovek vydržet. Rodina objevuje zaměstnance, kteří používají počítače a posílají nevyžádanou poštu z e-mailů klientů. Rodina navíc podepsala kontrakt o mlčenlivosti, což jim znemožňuje opustit Textovky.
V noci rodina společně prchá z Textovek. Aby byli co nejtišší, používají znakovou řeč a dokáží nepozorovaně uniknout. Na druhý den je Dr. Lund zatčen policií za své podvody. Dr. Lund v cele nabízí pomoc policejnímu náčelníku Wiggumovi s přejídáním.

## Přijetí
Při prvním vysílání sledoval díl Bez obrazovek 1,63 milionu diváků.
Dennis Perkins z The A.V. Clubu udělil této epizodě známku B− a uvedl: „Bohužel není dost jiných důvodů, proč doporučit Bez obrazovek, protože jednotlivé cesty Simpsonových peklem on-line absťáku jsou zkratkovité a neuspokojivé. Homer se zdokonaluje v novinových žumpách, což má jednu zkratkovitou, ale roztomilou montážní pasáž, kde je záblesk Homera J. Simpsona, který v sobě rozpoznává nějaký skrytý talent, podkreslený sugestivní hudbou… Líza na chvíli znovu objeví zatuchlé, zaprášené, vačicemi zamořené radosti zanedbaného lístkového katalogu knihovny. Bart, stejně jako Homer, má nejmenší náznak osobního oblouku, když sám mezi svými telefonujícími vrstevníky zahlédne na střeše školy zapomenutou raketu na hraní, a když ji získá zpět, znovu objeví svou atrofovanou představivost.“.
Server Den of Geek udělil tomuto dílu 3,5 hvězdičky z 5.